# Замок Носсен
Замок Но́ссен (нем. Schloss Nossen) — средневековый замок на высоком берегу реки Фрайбергер-Мульде в немецком городе Носсен в федеральной земле Саксония.

## Исторический очерк
Существующее в настоящее время строение восходит к замку первой половины XII века, находившемуся в собственности рыцарей фон Нозин (нем. von Nozin) — министериалов майсенских епископов. Первым достоверно известным представителем рода считается Petrus de nozin, упомянутый в 1185 году.
В 1315 году замок, о внешнем облике которого мало что известно, вернулся в церковную собственность, и при епископе Витего II Кольдицком (нем. Withego II. von Colditz, †1342) стал использоваться в качестве епископской резиденции. Тимо фон Кольдиц (нем. Thimo von Colditz, †1410) в 1403 году передал замок в качестве залога своему дяде Отто Кольдицкому; и, наконец, в 1436 году замок вместе с одноимённым городом за 4200 рейнских гульденов был продан цистерцианскому монастырю Альтцелла, использовавшему замок для административных целей и как резиденцию аббата. Однако, из-за недостатка финансовых средств здание быстро пришло в упадок.
В ходе Реформации аббатство Альтцелла было в 1540 году упразднено, и вся его собственность — в том числе замок Носсен — перешла к саксонским курфюрстам. При Августе I на фундаментах разобранного старого строения в период между 1554 и 1557 годами было выстроено, сохранившееся до наших дней, новое здание в стиле Саксонского Ренессанса с тремя характерными полубашнями.
Кроме прочего, с 1555 года в замке располагались административные органы амта Носсен, для которых в течение XVII столетия был возведён ряд зданий в южной, северной и северо-западной части замка; при этом были снесены последние фрагменты первого, раннесредневекового замка рыцарей фон Нозин.
С окончанием воротной башни в 1682 году и каменного моста в 1714 году замок Носсен обрёл, в целом, свой современный облик.
Пострадавший в Семилетней войне, замок с 1775 года перестал использоваться в качестве резиденции, и в 1808 году в его восточном и северном флюгелях были размещены суд и тюрьма.
После расформирования амта Носсен (1857), органов юстиции (1877), кратковременного размещения каторжной тюрьмы (до 1889) и воспитательного дома для слабоумных девиц (до 1905), с 1910 года в замковом комплексе начали оборудовать квартиры для жителей города.
С 1954 года в части замковых помещений был открыт историко-краеведческий музей.
В начале 1980-х годов замок был отреставрирован, и в 1994 году полностью перешёл в собственность федеральной земли Саксония. В настоящее время замок Носсен вместе с монастырским парком Альтцелла находится под управлением Государственных дворцов, замков и парков Саксонии, и открыт для посещения.

## Галерея

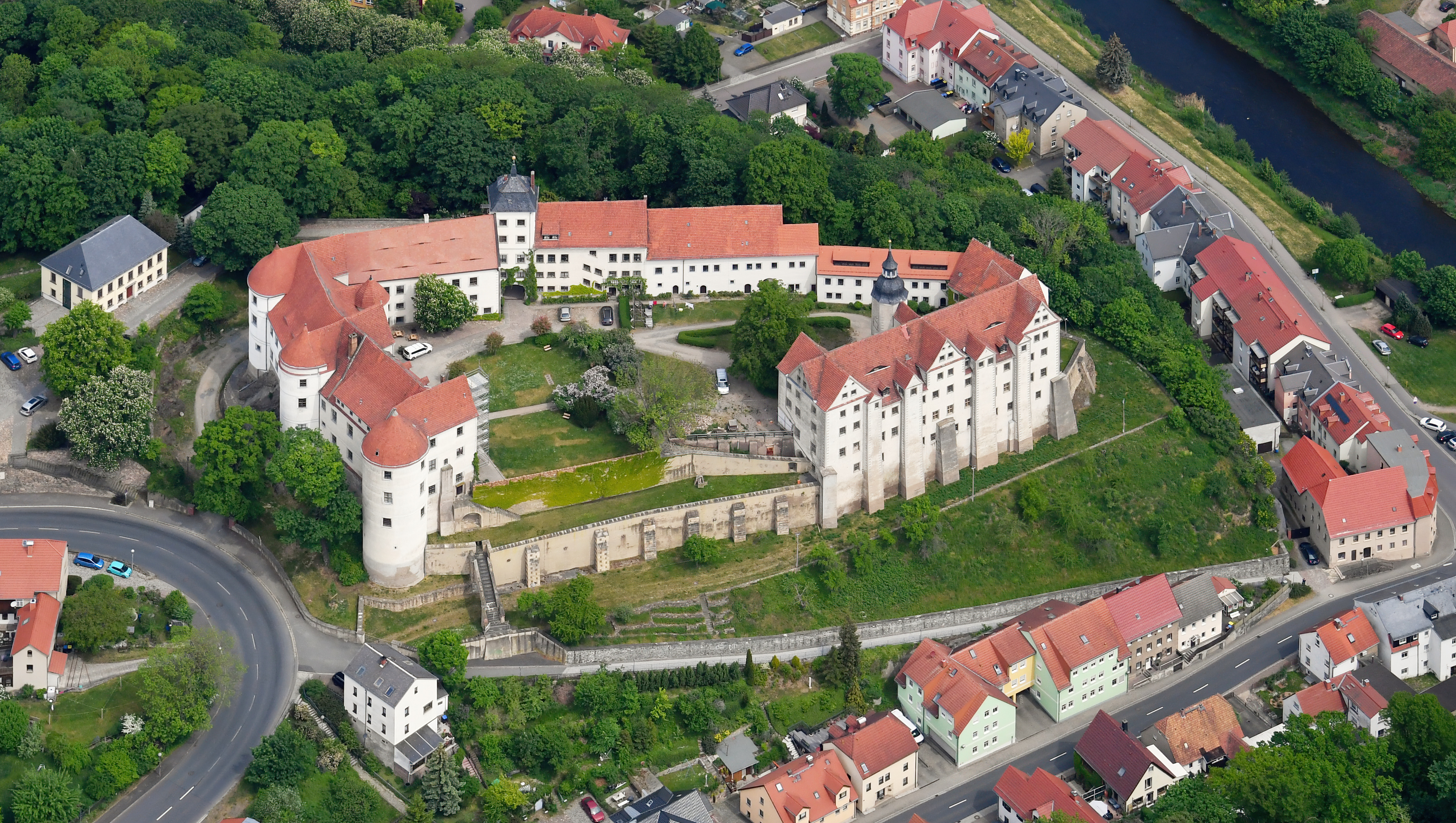
Вид сверху
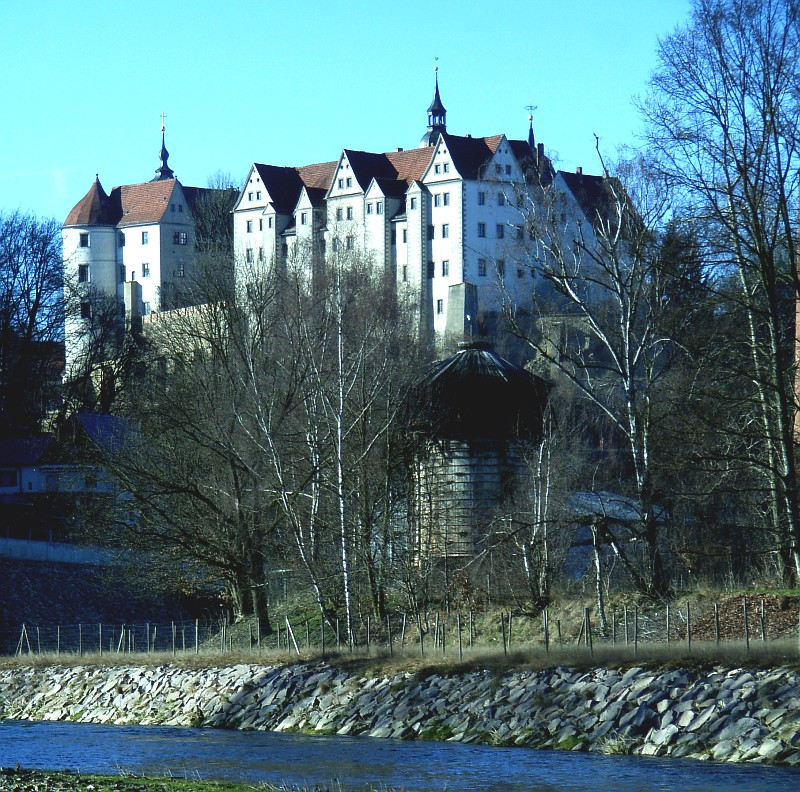
Вид со стороны реки Фрайбергер-Мульде
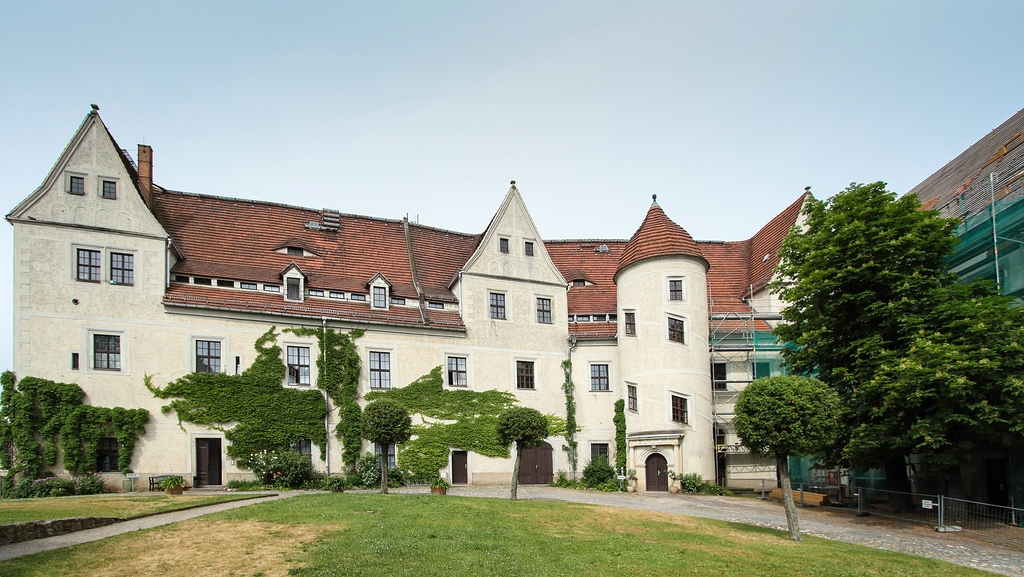
Внутренний двор
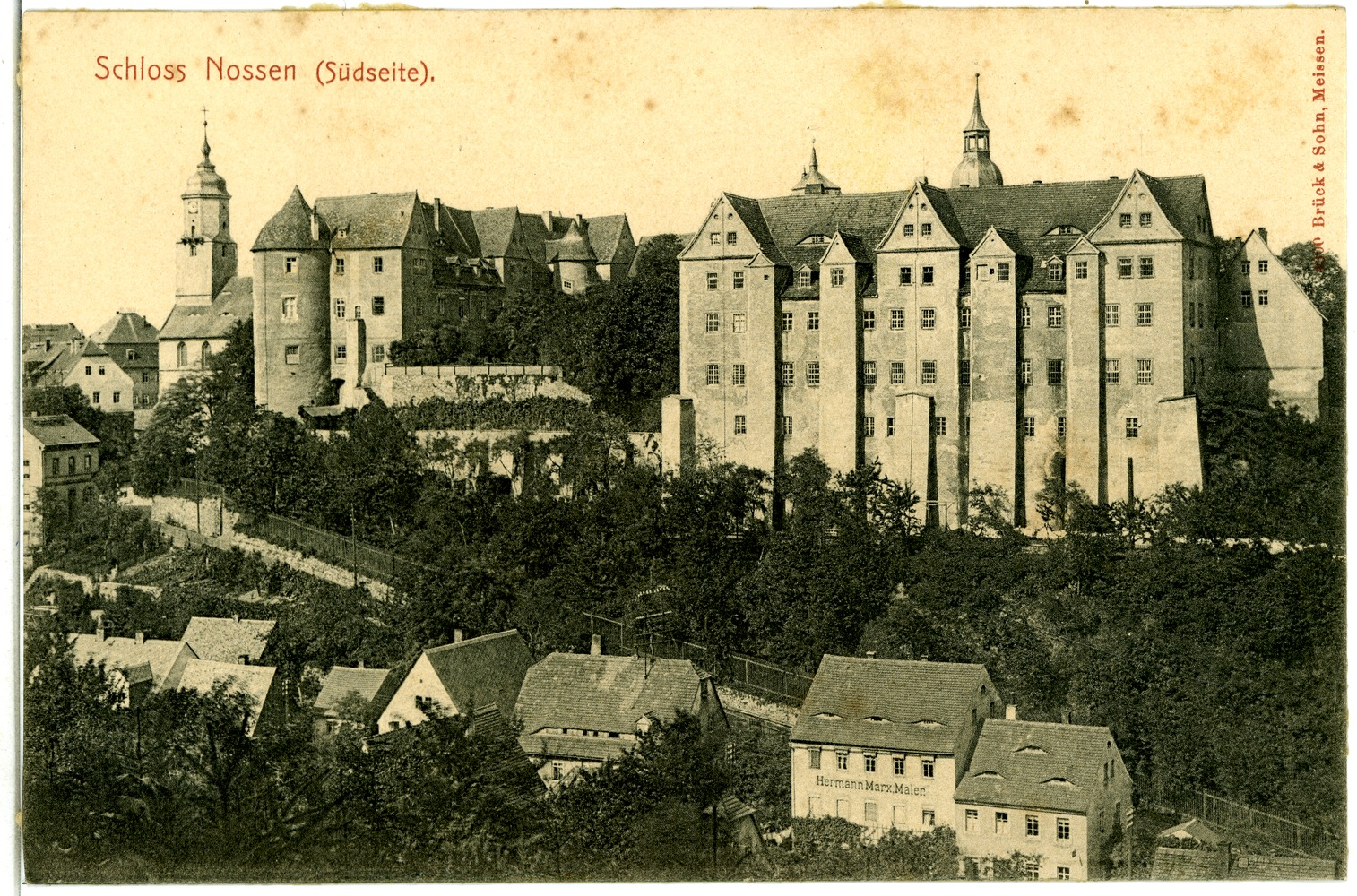
Замок в 1903 году
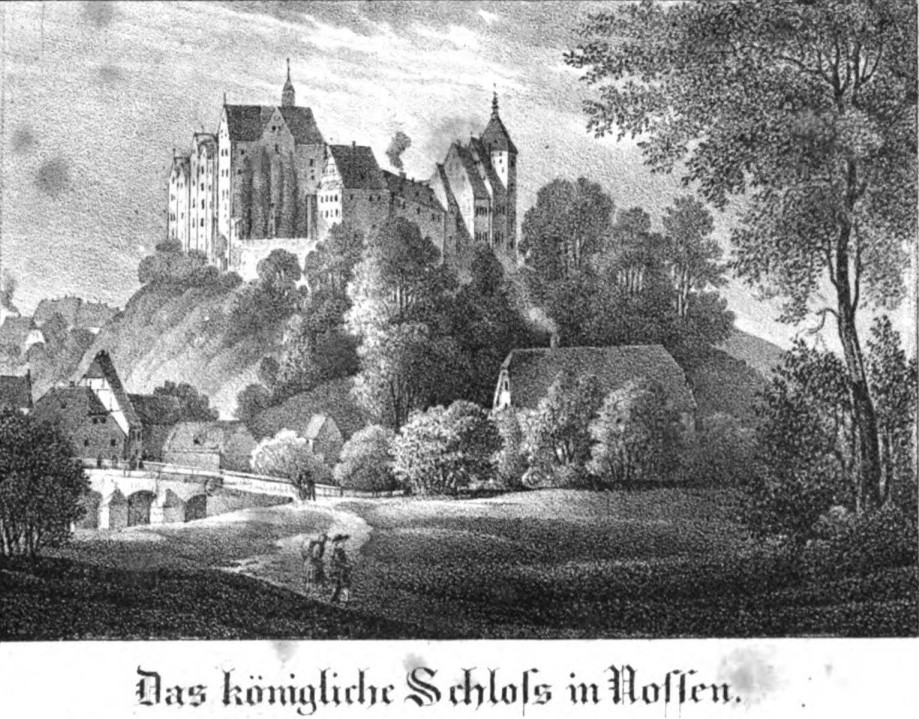
Замок на гравюре 1835 года